# Mikhaïl Tebenkov
Mikhaïl Dmítrievitx Tebenkov (en rus: Михаил Дмитриевич Тебеньков; 1802 - 3 d'abril de 1872) va ser un hidrògraf, explorador i vicealmirall rus. Entre 1845 i 1850 fou director de la Companyia Russo-Americana i governador de l'Amèrica russa. Destaquen els seus estudis sobre l'aleshores poc coneguda costa d'Alaska.
El 1821 Mikhail Tebenkov es va graduar a l'Escola de Marina i durant els següents tres anys serví en diferents vaixells al mar Bàltic. El 1824 fou nomenat cap d'una explotació forestal destinada a la construcció naval prop de Narva. El gener de 1825 es va unir a la Companyia Russo-Americana i entre 1826 i 1834 comandà els bergantins propietat de la companyia Golovnin, Ryurik i Chichagov, i una sloop nomenat Urup.
El 1831 explorà el Norton Sound en nom del Servei Imperial Hidrogràfic de Rússia i va ser el primer europeu en albirar la badia que ara porta el seu nom. La badia de Tebenkof fou explorada per ell mateix el 1833, abans de tornar a Sant Petersburg.
El 1835 va salpar de Kronstadt, novament cap a Alaska via el Cap d'Hornos com a comandant de la nau de la Companyia Russo-Americana Elena. Va arribar a Sitka l'abril de 1836.
Tebenkov va ser un dels topògrafs més destacats del seu temps, dedicant molt temps i treball a la millora dels mapes de la costa d'Alaska. Entre 1845 i 1850 va exercir com a director de la Companyia Russo-Americana i com a governador de l'Amèrica russa.
A banda de la badia de Tebenkof, hi ha d'altres indret d'Alaska que duen el nom en record seu: la glacera Tebenkof, el mont Tebenkof i Point Tebenkof.

## Obres
El seu llegat més famós és l'Atles de les costes del nord-oest dels Estats Units: des de l'estret de Bering fins al cap Corrientes i les Illes Aleutianes publicat el 1852. Els 39 mapes d'aquest atles foren fets a Sitka per Kozma Terentev (o Terentief), un rus crioll d'Alaska al voltant de 1849.